# Darley Ramón Torres
Darley Ramón Torres, voetbalnaam Darley uitspraak Darleé, (Pedro Leopoldo, 15 december 1989), is een Braziliaans voetballer die als doelman speelt.

## Loopbaan
Darley Ramon Torres kwam op 13-jarige leeftijd binnen in de jeugd van Atlético Mineiro. Een oom van hem nam Darley mee naar een training in Pedro Leopoldo waar getraind werd omdat het jeugdcomplex verbouwd werd. Hij mocht op proef meedoen en werd aangenomen. In 2007 werd hij door blessures, op 17-jarige leeftijd, al toegevoegd aan de selectie. Tot een officieel debuut bij de club uit Belo Horizonte kwam het niet. Wel speelde hij twee oefenduels in het eerste team.
Na zijn periode bij Atlético Mineiro werd hij op 24 januari 2008, na een succesvolle stage, voor een bedrag van €700.000 overgenomen door Feyenoord. Doordat hij bij de club op dat moment met Henk Timmer en Sherif Ekramy twee keepers voor zich had, kwam hij niet aan spelen toe. Op 2 augustus 2009 debuteerde hij voor Feyenoord in de basis in de thuiswedstrijd tegen N.E.C.. In de rust moest hij zich vanwege een blessure laten vervangen door Rob van Dijk. In het seizoen 2011/12 was hij wederom langdurig geblesseerd en hij verliet Feyenoord reeds voor zijn contract in de zomer van 2012 afliep om terug te keren naar Brazilië.
Daar tekende hij op 21 augustus een contract tot eind 2012 bij Náutico. In 2013 stond hij onder contract bij Criciúma waarmee hij het staatskampioenschap won. Hij begon in 2014 als reservedoelman bij het kleine Tombense in het Campeonato Mineiro. Eind februari 2014 tekende hij op huurbasis bij América Mineiro. Terug bij Tombense won hij het Campeonato Brasileiro Série D 2014 waarin hij in 15 duels speelde.
In 2019 werd hij verhuurd aan Botafogo FC waar hij een succesvol seizoen had. De club nam hem hierna over. In februari 2021 ging hij naar Centro Sportivo Alagoano. 

## Statistieken
| seizoen | club             | land      | competitie             | wedstrijden | goals |
| ------- | ---------------- | --------- | ---------------------- | ----------- | ----- |
| 2007    | Atlético Mineiro | Brazilië  | Série A                | 0           | 0     |
| 2007/08 | Feyenoord        | Nederland | Eredivisie             | 0           | 0     |
| 2008/09 | Feyenoord        | Nederland | Eredivisie             | 0           | 0     |
| 2009/10 | Feyenoord        | Nederland | Eredivisie             | 5           | 0     |
| 2010/11 | Feyenoord        | Nederland | Eredivisie             | 0           | 0     |
| 2011/12 | Feyenoord        | Nederland | Eredivisie             | 0           | 0     |
| 2012    | Náutico          | Brazilië  | Série A                | 0           | 0     |
| 2013    | Criciúma         | Brazilië  | Campeonato Catarinense | 0           | 0     |
| 2013    | Criciúma         | Brazilië  | Série A                | 0           | 0     |
| 2014    | Tombense         | Brazilië  | Campeonato Mineiro     | 0           | 0     |
| 2014    | América Mineiro  | Brazilië  | Campeonato Mineiro     | 0           | 0     |
| 2014    | Tombense         | Brazilië  | Série D                | 15          | 0     |
| 2015    | Tombense         | Brazilië  | Campeonato Mineiro     | 13          | 0     |
| 2015    | Tombense         | Brazilië  | Série C                | 18          | 0     |
| 2016    | Tombense         | Brazilië  | Campeonato Mineiro     | 11          | 0     |
| 2016    | Tombense         | Brazilië  | Série C                | 18          | 0     |
| 2017    | Tombense         | Brazilië  | Campeonato Mineiro     | 11          | 0     |
| 2017    | Tombense         | Brazilië  | Série C                | 20          | 0     |
| 2018    | Tombense         | Brazilië  | Campeonato Mineiro     | 12          | 0     |
| 2018    | Tombense         | Brazilië  | Série C                | 18          | 0     |
| 2018    | Boa              | Brazilië  | Série B                | 2           | 0     |

## Erelijst
- KNVB beker: 2008
- Campeonato Catarinense: 2013
- Campeonato Brasileiro Série D: 2014